# Killyleagh

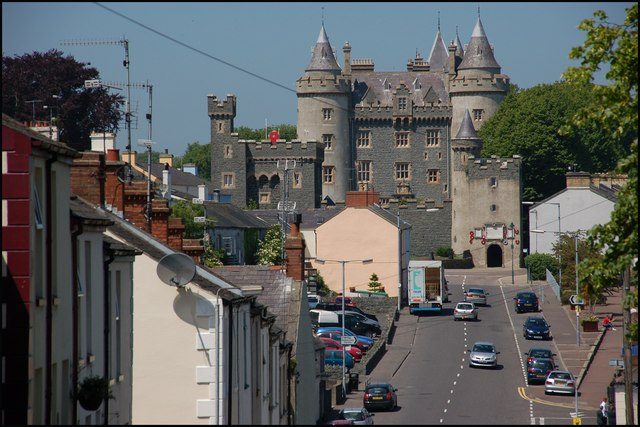
Killyleagh Castle sedd från Church Hill.

Killyleagh (iriska: Cill Uí Laoigh) är ett samhälle i distriktet Newry, Mourne and Down i grevskapet Down i Nordirland. Killyleagh hade år 2001 totalt 2 483 invånare. Det iriska namnet betyder Hjältarnas ättlingars kyrka.
Killyleagh är mest känd för slottet från 1100-talet och var födelseplatsen för Hans Sloane, grundläggaren till British Museum.